# Gare de Nancy-Saint-Georges
Gare de Nancy-Saint-Georges vasútállomás Franciaországban, Nancy településen.

## Vasútvonalak
Az állomást az alábbi vasútvonalak érintik:
- Champigneulles-Houdemont-vasútvonal

## Kapcsolódó állomások
A vasútállomáshoz az alábbi állomások vannak a legközelebb:
- Gare de Champigneulles
- Gare de Jarville-la-Malgrange